# Cuenca Challenger
Il Cuenca Challenger è stato un torneo professionistico di tennis giocato su campi in terra rossa. Faceva parte dell'ATP Challenger Series. Si giocava annualmente a Cuenca in Ecuador.

## Albo d'oro

### Singolare
| Anno | Campione         | Finalista         | Punteggio        |
| ---- | ---------------- | ----------------- | ---------------- |
| 2007 | Leonardo Mayer   | Thomaz Bellucci   | 6–3, 6–2         |
| 2006 | Carlos Salamanca | Giovanni Lapentti | 4–6, 7–6(8), 7–5 |
| 2005 | Zack Fleishman   | Boris Pašanski    | 6–3, 6–4         |

### Doppio
| Anno | Campioni                       | Finalisti                         | Punteggio           |
| ---- | ------------------------------ | --------------------------------- | ------------------- |
| 2007 | Bruno Soares Marcio Torres     | Brian Dabul Eric Nunez            | 7–6(6), 3–6, [11–9] |
| 2006 | Frank Moser Alexander Satschko | Santiago Giraldo Carlos Salamanca | 3–6, 6–3, [10–6]    |
| 2005 | Goran Dragicevic Mirko Pehar   | Marcelo Melo Bruno Soares         | 6–3, 7–6(5)         |